# Dalarik
Dalarik (en armenio: Դալարիկ) es una comunidad rural de Armenia ubicada en la provincia de Armavir.
En 2009 tenía 4163 habitantes. Hasta 1965 la localidad era conocida como "Mastara".
Fue fundado en 1901 como poblado ferroviario. La economía local se basa en la agricultura y la ganadería.
Se ubica en el noroeste de la provincia, en el límite con la vecina provincia de Aragatsotn, a medio camino entre Armavir y Talin sobre la carretera H17.

## Demografía
Evolución demográfica:
| Año        | 1922 | 1959 | 1970 | 1979 | 2001 | 2004 |
| Habitantes | 45   | 493  | 2413 | 3227 | 3580 | 4345 |